# Chiesa di Santa Maria del Castello (Riviera)
La chiesa di Santa Maria del Castello è un edificio religioso del XII secolo che si trova a Osogna, frazione di Riviera in Canton Ticino.

## Storia
Le origini dell'edificio, in forma di cappella, sono forse tardomedievali, quando fu costruita sulle rovine di un castello, che appunto le dà il nome. Il suo aspetto attuale risale però al XVII secolo: il campanile, a giudicare dal 1643 indicato sulla campana, risale a quel periodo, mentre la sagrestia fu aggiunta con certezza nel 1682. Dal 1970 al 1971 Giancarlo Durisch ne curò un restauro. Ospita un'ancona gotica di Ivo Striegel, opera realizzata nel 1494.